# The Inn of the Sixth Happiness
The Inn of the Sixth Happiness (br: A Morada da Sexta Felicidade; pt A Pousada da Sexta Felicidade) é um filme estadunidense de 1958 dos gêneros drama, guerra e biográfico, dirigido por Mark Robson para a 20th Century Fox. O roteiro, de Isabel Lonnard, é baseado no livro The Small Woman, de Alan Burgess, que conta a história real de Gladys Aylward, inglesa que se tornou missionária cristã na China no início da Segunda Guerra Mundial, durante a invasão japonesa. Foi o último filme de Robert Donat.
Realizado em CinemaScope, o filme foi produzido na Grã-Bretanha. Snowdonia, ao norte do País de Gales, foi usada como cenário exterior. A maioria das crianças chinesas que aparecem no filme moravam em Liverpool, cidade conhecida por ter uma das maiores comunidades de chineses da Europa.

## Sinopse
Gladys Aylward é uma humilde e devota trabalhadora doméstica que sente que seu destino está na China. Ela tenta ser enviada como missionária cristã para lá, mas o Dr. Robinson, chefe da Missão em Londres, nega seu pedido por achar que ela não estava qualificada. Porém, seu patrão aristocrata descobre a vontade da mulher e a ajuda a ser enviada a uma missão na cidade de Yang Cheng, ao norte da China. Depois de viajar pela ferrovia Transiberiana, Aylward chega até o lugar e se encontra com a idosa Jeannie Lawson. Lawson quer construir uma estalagem para atrair as caravanas de tropeiros que passam pela cidade, pregando o evangelho durante as refeições. A estalagem começa funcionar a contento, mas quando Lawson morre em um acidente, a Missão pede à Aylward que feche o estabelecimento e retorne para a Inglaterra.
Ayward se nega e acaba aceitando um cargo oferecido pelo mandarim da cidade a fim de manter a estalagem funcionando. Ela se torna "inspetora de pés", viajando pelos povoados remotos da província a fim de fiscalizar o respeito a uma nova lei, a que proíbe o tradicional costume de amarrar e deformar os pés, imposto às mulheres. Nessas viagens ela continua suas pregações e socorre muitas pessoas, causando a admiração do povo, do mandarim e do chefe militar Lin Nan. Quando os japoneses invadem o norte da China, durante a Segunda Guerra Mundial, Ayward deverá passar por uma perigosa jornada, levando cem crianças órfãs através do território em guerra, a fim de que possam ser socorridas pela Missão que as esperam em um porto do Rio Amarelo.

## Elenco
- Ingrid Bergman…Gladys Aylward
- Curd Jürgens…coronel Lin Nan
- Robert Donat…mandarim de Yang Cheng
- Michael David…Hok-A
- Athene Seyler…Jeannie Lawson
- Ronald Squire…Sir Francis Jamison
- Moultrie Kelsall…Dr. Robinson
- Richard Wattis…Senhor Murfin
- Peter Chong…Yang
- Tsai Chin…Sui-Lan
- Burt Kwouk…Li

## Precisão histórica
A verdadeira Gladys Aylward (1902–1970) nasceu em Londres e se tornou missionária na China, adquirindo a cidadania chinesa em 1936. Quatro anos depois ela liderou a jornada com as crianças, mencionada no filme.[carece de fontes?]
Em 1958, o ano do lançamento do filme, ela fundou um lar para crianças em Taiwan, onde ficou até sua morte. Conhecida na China como "Ai-weh-deh" (transliterado para o inglês), ou a "Virtuosa", ela é respeitada como uma heroína nacional.[carece de fontes?]
O roteiro incluiu um interesse romântico, o coronel eurasiano Lin-Nan, e são mostradas "cenas de amor" do casal, que causou desconforto a Aylward, segundo relatos, que temia pela sua reputação.

## Prêmios e indicações
Globo de Ouro
- Mark Robson ganhou o prêmio e Robert Donat e Ingrid Bergman foram indicados nas categorias de melhores atores.[carece de fontes?]